# ذمرة (بعدان)

تعديل مصدري - تعديل

ذمرة محلة تابعة لقرية الخشابي، التابعة لعزلة المنار بمديرية بعدان إحدى مديريات محافظة إب في الجمهورية اليمنية، بلغ تعداد سكانها 148 حسب تعداد اليمن لعام 2004.